# Dolichopetalum kwangsiense
Dolichopetalum es un género monotípico de enredaderas de la familia Apocynaceae. Su única especie es Dolichopetalum kwangsiense. Es originario de Asia donde se distribuye por China en los matorrales de montaña.

## Descripción
Son enredaderas que alcanza los 4 m de altura, densamente vellosas de color pardo amarillento en toda la superficie. Las hojas con tacto de papel, de 8-12 cm de largo, 4.7 cm de ancho, ovadas, basalmente cordada, con el ápice acuminado, densamente vellosas de color amarillo-marrón.
Las inflorescencias son extra-axilares, solitarias, con largo pedúnculo, en racimo con pocas flores. 

## Taxonomía
Dolichopetalum kwangsiense fue descrita por Ying Tsiang y publicado en Acta Botanica Sinica 15(1): 137. 1973.